# Data delineata
Data delineata là một loài bướm đêm trong họ Noctuidae.